# Тасіро Юдзо
Юдзо Тасіро (яп. 田代 有三, нар. 22 липня 1982, Фукуока) — японський футболіст, нападник клубу «Сересо Осака».
Виступав, зокрема, за клуб «Касіма Антлерс», а також національну збірну Японії.
Триразовий чемпіон Японії.

## Клубна кар'єра
Народився 22 липня 1982 року в місті Фукуока.
У дорослому футболі дебютував 2003 року виступами за команду клубу «Ойта Трініта», взявши участь лише в одному матчі чемпіонату. 
Протягом 2004 року захищав кольори команди клубу «Саган Тосу».
Своєю грою за останню команду привернув увагу представників тренерського штабу клубу «Касіма Антлерс», до складу якого приєднався 2005 року. Відіграв за команду з міста Касіми наступні шість сезонів своєї ігрової кар'єри.
Згодом з 2010 по 2014 рік грав у складі команд клубів «Монтедіо Ямагата» та «Віссел Кобе».
До складу клубу «Сересо Осака» приєднався 2015 року. Відтоді встиг відіграти за команду з Осаки 31 матч в національному чемпіонаті.

## Виступи за збірну
У 2008 році дебютував в офіційних матчах у складі національної збірної Японії. Наразі провів у формі головної команди країни 3 матчі.

## Титули і досягнення
- Чемпіон Японії (3):

«Касіма Антлерс»: 2007, 2008, 2009
- Володар Кубка Імператора (1):

«Касіма Антлерс»: 2007
- Володар Кубка Джей-ліги (1):

«Касіма Антлерс»: 2011
- Володар Суперкубка Японії (1):

«Касіма Антлерс»: 2009